# Henry Görtler
Henry Görtler, auch Heinrich Görtler, (* 26. Oktober 1909 in Calgary; † 31. Dezember 1987 in Freiburg im Breisgau) war ein deutscher angewandter Mathematiker, der sich mit Hydrodynamik befasste.

## Leben
Görtler wuchs als Sohn deutscher Eltern zweisprachig in Calgary auf und kam 1923 nach Deutschland, wo er in Gießen Abitur machte. Er studierte zunächst Architektur und dann Mathematik und Physik an der Ludwig-Maximilians-Universität München unter anderem bei Arnold Sommerfeld und danach an der Universität Gießen bei George Jaffé. Nachdem dieser emigrieren musste, wandte er sich der Mathematik zu und wurde 1936 bei Harald Geppert promoviert (Asymptotische Eigenwertgesetze bei Differentialgleichungen vierter Ordnung). Es folgten Veröffentlichungen über Differentialgeometrie. 1937 ging er an das Kaiser-Wilhelm-Institut für Strömungsforschung in Göttingen, wo er ein enger Mitarbeiter von Ludwig Prandtl wurde und sich mit Grenzschichttheorie befasste. Die Görtler-Reihe in der Berechnung laminarer ebener Grenzschichten (1957) und Taylor-Görtler-Wirbel (Instabilität einer Grenzschicht in drei Dimensionen) sind hier mit seinem Namen verbunden. Die Instabilität zweidimensionaler ebener laminarer Grenzschichten hatten schon Prandtls Mitarbeiter Walter Tollmien und Hermann Schlichting untersucht (Tollmien-Schlichting-Wellen). Görtler behandelte in seiner Habilitation 1940 den dreidimensionalen Fall (auch mit gekrümmten Wänden) mit Wirbelbildung analog zu Rayleigh-Taylor-Instabilitäten.
1944 wurde er außerordentlicher Professor und 1949 ordentlicher Professor an der Albert-Ludwigs-Universität Freiburg, wo er ein Institut für Angewandte Mathematik aufbaute. Außerdem wirkte er an dem der Universität 1957 angegliederten Institut für Angewandte Mathematik und Mechanik der Deutschen Versuchsanstalt für Luftfahrt.
Er war Mitglied der Heidelberger Akademie der Wissenschaften (1961), der Leopoldina (1963) und der Braunschweigischen Wissenschaftlichen Gesellschaft (1985). 1967 erhielt er die Carl-Friedrich-Gauß-Medaille. 1955 bis 1958 war er Vorsitzender der Gesellschaft für Angewandte Mathematik und Mechanik (GAMM). Ab 1962 war er deutscher Vertreter in der Internationalen Union für Theoretische und Angewandte Mechanik (IUTAM), deren Präsident er 1972 bis 1976 war. Er war Ehrendoktor der University of Calgary und Fellow des American Institute of Aeronautics and Astronautics.
Mit Walter Tollmien und Hermann Schlichting gab er die Gesammelten Abhandlungen seines Lehrers Ludwig Prandtl heraus.
Zu seinen Doktoranden gehören die Professoren Hermann Witting, Günther Hämmerlin (München) und Klaus Kirchgässner (Stuttgart).

## Schriften
- Dimensionsanalyse: Theorie der physikalischen Dimensionen mit Anwendungen, Springer Verlag 1975
- mit Walter Tollmien (Herausgeber) 50 Jahre Grenzschichtforschung: eine Festschrift in Originalbeiträgen, Vieweg 1955